# Lalaye
 Lalaye (en alsacià Lààch) és un municipi francès, situat a la regió del Gran Est, al departament del Baix Rin. L'any 2006 tenia 439 habitants. Limita amb Fouchy, Breitenau, Urbeis i Steige.
Forma part del cantó de Mutzig, del districte de Sélestat-Erstein i de la Comunitat de comunes de la Vall de Villé.

## Demografia
| 1962 | 1968 | 1975 | 1982 | 1990 | 1999 |
| ---- | ---- | ---- | ---- | ---- | ---- |
| 394  | 405  | 365  | 346  | 364  | 390  |

## Administració
| Període   | Identitat         | Partit |
| --------- | ----------------- | ------ |
| 2001-2008 | Jacques Deybre    |        |
| 2008-2014 | Jean-Michel Bass  |        |
| 14-20200  | Yvette Walspurger |        |